# Borås nu
Borås nu , som var fullständiga titeln, var en gratistidning utgiven i Borås från 20 oktober 2006 till 13 november 2008.

## Redaktion
Tidningens politisk tendens  var partipolitiskt obunden. Redaktionen var i Borås hela tiden. Tidningen gavs först ut som endagarstidning på fredagar och sedan på  torsdagar från 8 maj 2008 till nedläggningen.
| Period                 | Ansvarig utgivare | Period                 | Redaktör           | Titel      |
| 2006-10-20--2008-11-13 | Bansell, Anna     | 2006-10-20--2007-02-16 | Ekman, Ann Kristin | Nyhetschef |
| 2006-10-20--2008-11-13 | Bansell, Anna     | 2007-02-23--2007-02-23 | Anderson, Jonas    | Platschef  |
| 2006-10-20--2008-11-13 | Bansell, Anna     | 2007-03-02--2007-04-20 | Kuhlwein, Krister  | Platschef  |
| 2006-10-20--2008-11-13 | Bansell, Anna     | 2007-04-27--2008-03-14 | Johansson, Karin   | Nyhetschef |
| 2006-10-20--2008-11-13 | Bansell, Anna     | 2008-03-28--2008-11-13 | Nolin, Jan-Ola     | Platschef  |

## Tryckning
Förlaget för tidningen hette Lokalmedia Nu i Sverige aktiebolag  i Värnamo. Tidningen trycktes i fyrfärg med 16 till 28 sidor som tabloid på  V-TAB:s tryckeri i Halmstad med en upplaga på drygt 50 000 som delades ut i Borås.